# Science Express

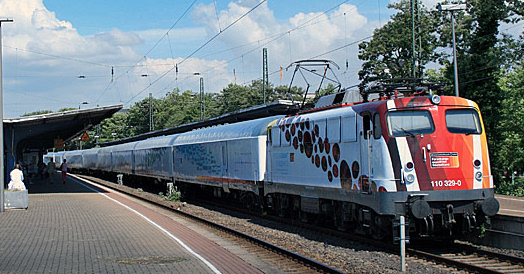
Der Science Express in Neuss

Der Science Express war ein Ausstellungszug, der die Wissenschaftsausstellung Expedition Zukunft beherbergt. Der Zug fuhr von April bis November 2009 über sechzig Städte in Deutschland an und war dort jeweils für mehrere Tage für Besucher geöffnet. Nach Ende der Tour fand sich keine Folgenutzung für den Zug, obwohl dies vorher mit Blick auf die Kosten zugesagt war. Dies führt auch zu einer politischen Kontroverse im Bundestag über das Projekt. Seit Januar 2011 steht der Zug ungenutzt auf einem Kasernengelände der Bundeswehr in Brandenburg. Eine weitere Nutzung, beispielsweise im Ausland, wurde angedacht, konnte seitdem aber nicht realisiert werden.
Gezeigt wurden in der Ausstellung aktuelle Trends in Forschung und Entwicklung, die unser Leben über das Jahr 2010 hinaus prägen werden. Der Zug umfasste zwölf Themenwagen. Konzipiert wurde die Ausstellung von der Max-Planck-Gesellschaft in München. Die Kosten in Höhe von sieben Millionen Euro wurden mit Fördergeldern vom Bundesministerium für Bildung und Forschung getragen.

## Die Zugloks

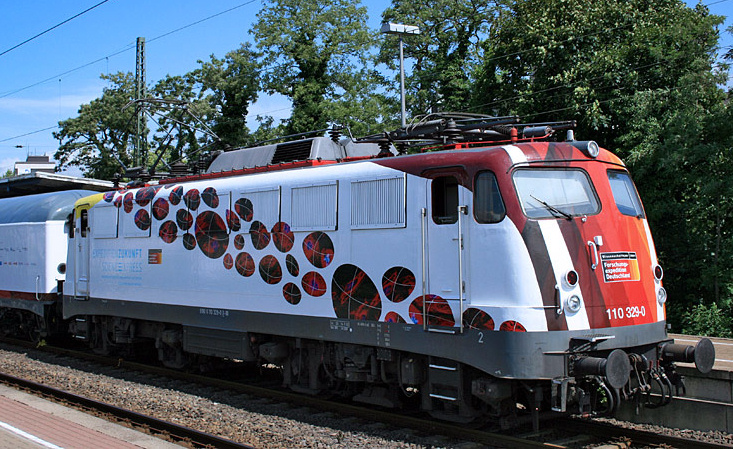
Zuglok 110 329-0

Die Deutsche Bahn AG setzte für den Wissenschaftszug zwei Elektrolokomotiven der Baureihe 110 ein. 110 325 und 110 329 wurden von der Deutschen Bahn AG in der speziellen Farbvariante „Expedition Zukunft“ beklebt. Mittlerweile sind beide Lokomotiven nach Fristablauf verschrottet worden.

## Die zwölf Themenwagen
Jeder Ausstellungswagen wurde einem Thema gewidmet. Im Einzelnen handelt es sich um folgende Fahrzeuge:
- Wagen 01: Expedition Zukunft
- Wagen 02: woher + wohin
- Wagen 03: bio + nano
- Wagen 04: info + kogno
- Wagen 05: vernetzt + global
- Wagen 06: intelligent + virtuell
- Wagen 07: wirksam + individuell
- Wagen 08: gesund + produktiv
- Wagen 09: nachhaltig + effizient
- Wagen 10: flexibel + digital
- Wagen 11: natürlich. künstlich
- Wagen 12: entdecken + staunen

## Tour

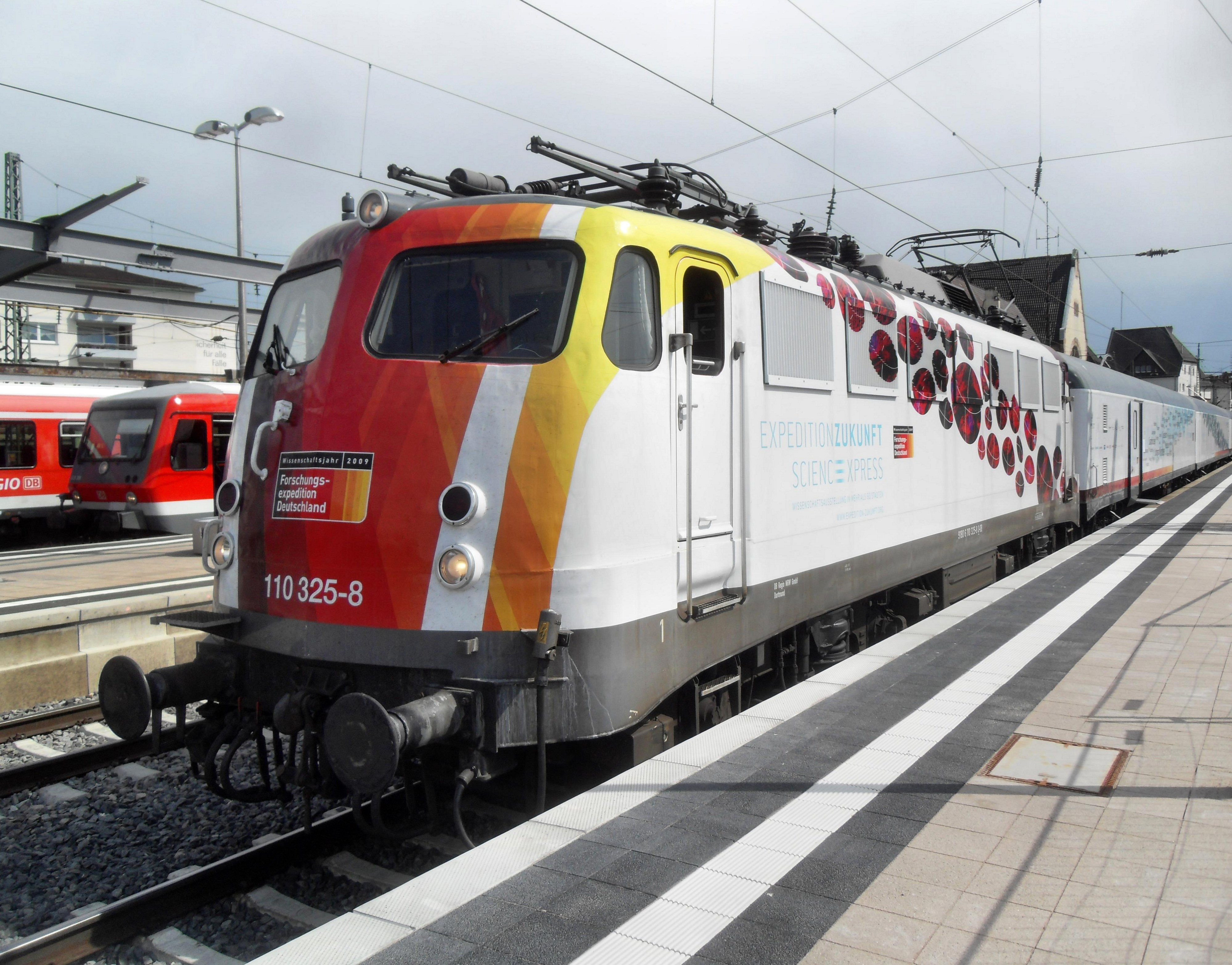
Der Science Express am 14. Juni 2009 im Wormser Hauptbahnhof

Die Tour führte in folgende 63 Städte:
- 24.04. bis 24.04. 2009  	 Berlin
- 25.04. bis 27.04. 2009  	 Frankfurt a. M.
- 29.04. bis 02.05. 2009  	 Darmstadt
- 03.05. bis 05.05. 2009  	 Jena
- 07.05. bis 09.05. 2009  	 Oldenburg
- 10.05. bis 12.05. 2009  	 Hannover
- 14.05. bis 16.05. 2009  	 Aachen
- 17.05. bis 19.05. 2009  	 Dortmund
- 21.05. bis 23.05. 2009  	 Münster
- 24.05. bis 26.05. 2009  	 Neuss
- 28.05. bis 30.05. 2009  	 Köln
- 31.05. bis 02.06. 2009  	 Bonn
- 04.06. bis 06.06. 2009  	 Jülich
- 07.06. bis 09.06. 2009  	 Leverkusen
- 11.06. bis 13.06. 2009  	 Göttingen
- 14.06. bis 15.06. 2009  	 Worms
- 16.06. bis 18.06. 2009  	 Mainz
- 20.06. bis 22.06. 2009  	 Saarbrücken
- 23.06. bis 25.06. 2009  	 München
- 26.06. bis 28.06. 2009  	 Ludwigshafen
- 29.06. bis 30.06. 2009  	 Kaiserslautern
- 02.07. bis 04.07. 2009  	 Karlsruhe
- 05.07. bis 07.07. 2009  	 Stuttgart
- 12.07. bis 14.07. 2009  	 Nürnberg
- 16.07. bis 18.07. 2009  	 Ingolstadt
- 19.07. bis 21.07. 2009  	 Freiburg i. Br.
- 22.07. bis 23.07. 2009  	 Tübingen
- 24.07. bis 27.07. 2009  	 Ulm
- 30.07. bis 01.08. 2009  	 Konstanz
- 09.08. bis 11.08. 2009  	 Erfurt
- 13.08. bis 15.08. 2009  	 Leipzig
- 16.08. bis 18.08. 2009  	 Görlitz
- 20.08. bis 22.08. 2009  	 Oberhausen
- 23.08. bis 25.08. 2009  	 Kiel
- 27.08. bis 29.08. 2009  	 Braunschweig
- 30.08. bis 01.09. 2009  	 Hamburg
- 03.09. bis 05.09. 2009  	 Bremen
- 06.09. bis 08.09. 2009  	 Magdeburg
- 10.09. bis 12.09. 2009  	 Essen
- 13.09. bis 15.09. 2009  	 Wuppertal
- 17.09. bis 19.09. 2009  	 Dresden
- 20.09. bis 22.09. 2009  	 Bamberg
- 23.09. bis 23.09. 2009  	 Straubing
- 24.09. bis 26.09. 2009  	 Bayreuth
- 27.09. bis 29.09. 2009  	 Aschaffenburg
- 01.10. bis 03.10. 2009  	 Halle (Saale)
- 04.10. bis 06.10. 2009  	 Heidelberg
- 09.10. bis 11.10. 2009  	 Potsdam-Rehbrücke
- 12.10. bis 14.10. 2009  	 Cottbus
- 15.10. bis 17.10. 2009  	 Greifswald
- 18.10. bis 18.10. 2009  	 Stralsund
- 19.10. bis 20.10. 2009  	 Neubrandenburg
- 22.10. bis 24.10. 2009  	 Wolfsburg
- 25.10. bis 27.10. 2009  	 Bremerhaven
- 28.10. bis 29.10. 2009  	 Schwerin
- 30.10. bis 31.10. 2009  	 Rostock/Warnemünde
- 02.11. bis 04.11. 2009  	 Kassel
- 05.11. bis 07.11. 2009  	 Limburg-Weilburg
- 08.11. bis 10.11. 2009  	 Wiesbaden
- 12.11. bis 14.11. 2009  	 Trier
- 15.11. bis 17.11. 2009  	 Marburg
- 18.11. bis 20.11. 2009  	 Kehl
- 21.11. bis 24.11. 2009  	 Berlin

## Partner
Das Projekt wurde durch zahlreiche Partner und Sponsoren unterstützt.
Zu den Wissenschaftspartnern gehörten:
- die Fraunhofer-Gesellschaft
- die Leibniz-Gemeinschaft
- die Deutsche Forschungsgemeinschaft (kurz DFG)
- die Helmholtz-Gemeinschaft Deutscher Forschungszentren
- sowie die deutschen Universitäten und Hochschulen.

Zu den Zugpartner zählten:
- die Bayer AG
- Siemens
- die Volkswagen AG

Die Wagenpartner waren:
- BASF
- die Robert Bosch GmbH
- der Verband forschender Arzneimittelhersteller (VFA)
- die Deutsche Bahn (DB)
- Osram
- der Stiftverband für Deutsche Wissenschaft
- die Deutsche Telekom

Die Medienpartner setzten sich zusammen aus:
- der Zeitschrift Spektrum der Wissenschaft
- und der Fernsehsendung W wie Wissen.